# Mazda Hazumi
La Mazda Hazumi est un concept car du constructeur automobile Japonais Mazda, présenté au salon de Genève en 2014.
Son design s'inscrit dans le nouveau langage Kodo de Mazda, évoquant l'âme du mouvement, son nom Hazumi signifie bondir, jaillir.
Le volume est celui d'une citadine compacte à l'allure sportive et préfigure la Mazda 2 de troisième génération.